# 中野区立第三中学校
中野区立第三中学校（なかのくりつだいさんちゅうがっこう）は、東京都中野区東中野五丁目にあった公立中学校。2018年に中野区立第十中学校と統合し中野区立中野東中学校となった。第三中学校が中野東中学校の存続校舎となった。

## 概要
生徒は主に白桜小学校（旧東中野小学校・旧中野昭和小学校）・塔山小学校・桃園第二小学校・谷戸小学校の出身者で構成された。
通称は「三中」（さんちゅう）、または「中野三中」。
1974年度（昭和49年度）から2000年度（平成12年度）まで27年間、文部省帰国子女教育研究協力校。制度変更後も帰国子女の受け入れを続け、2002年（平成14年）7月には中野区教育委員会により、｢中野区帰国生徒受け入れ重点校｣として認定された。時代によって変化はあるが、概ね1 - 2割の生徒が帰国子女である。ニュージーランドのウェリントン市との交換留学生を受け入れており（1990年、1999年、2007年）、帰国子女受け入れとも合わせて国際交流には積極的な点が特色といえる。
女子バスケットボール部が1989年（平成元年）に全国制覇。1992年（平成4年）にも関東大会進出を果たしている。吹奏楽部は1989年（平成元年） - 1990年（平成2年）に東京都吹奏楽部C組で金賞1位受賞。
制服は男子は黒の詰襟に金ボタン、女子は紺色のリボンのセーラー服で冬服は紺、夏服は白がベース。

## 沿革
- 1947年（昭和22年）4月 - 学制改革に伴い桃園第二小学校内に開校
- 1949年（昭和24年）2月 - 校舎落成
- 1974年（昭和49年）4月 - 帰国子女教育研究協力校(文部省)の指定を受ける
- 1989年（平成元年）8月
  - - 東京都中学校吹奏楽コンクール金賞(1位)受賞
  - - 第19回全国中学校バスケットボール大会優勝(女子)
- 1990年（平成2年）8月 - 東京都中学校吹奏楽コンクール金賞(1位)受賞
- 2002年（平成14年）7月 - 「中野区帰国生徒受け入れ重点校」の指定を受ける
- 2007年（平成19年）10月 - 創立60周年記念式典
- 2018年（平成30年）3月 - 閉校

## 交通
- 最寄り駅 - 東中野駅

## 著名な出身者
- 松坂慶子（女優）
- 快楽亭ブラック (2代目)（落語家）
- 大山妙子（元女子バスケットボール日本代表）
- 冨永みーな（声優）
- 尾身茂（新型インフルエンザ等対策有識者会議会長）